# Friedrichshain-Kreuzberg
Friedrichshain-Kreuzberg es el segundo distrito de Berlín, Alemania. Este distrito se formó en 2001 por la fusión de Friedrichshain y Kreuzberg.

## Geografía

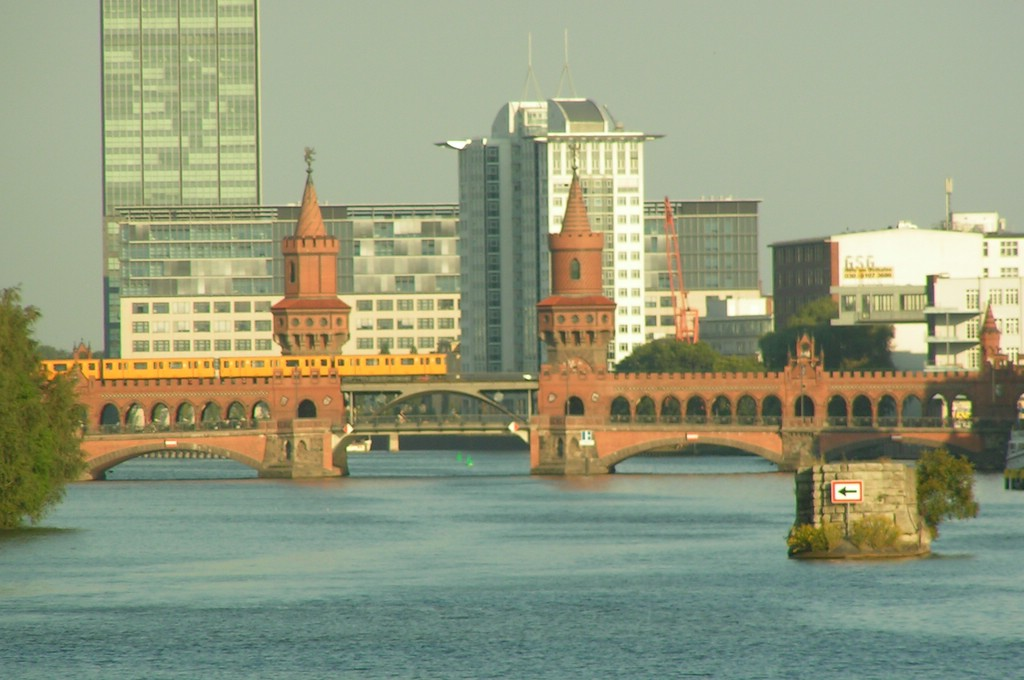
El puente Oberbaumbrücke.

Las dos localidades del distrito, Friedrichshain y Kreuzberg; están separadas por el río Spree. 
El puente Oberbaumbrücke une a ambos distritos a través del río y se convirtió en el punto de referencia del nuevo distrito. 
Este distrito se sitúa en el centro de la ciudad y comparte fronteras con el distrito de Mitte al oeste, con el distrito de Pankow al norte al oeste, con los distritos de Tempelhof-Schöneberg y Neukölln al sur y al este con el distrito de Lichtenberg.

## Administración

División de los escaños del Parlamento del distrito Friedrichshain-Kreuzberg en 2016.

La alcaldesa del distrito Friedrichshain-Kreuzberg (Bezirkbürgermeisterin) es Monika Herrmann del partido político Die Grünen.
El Parlamento del distrito, con 55 miembros (Bezirksverordenetenversammlung) estaba conformado por los siguientes partidos políticos en 2016:
- Grüne, 20 miembros
- Die Linke, 12 miembros
- SPD, 10 miembros
- CDU, 4 miembros
- AfD, 3 miembros
- FDP, 2 miembros
- Piratas, 2 miembros
- Die PARTEI, 2 miembros

## Ciudades hermanadas
- Porta Westfalica, Renania del Norte-Westfalia, Alemania desde 1968.
- Wiesbaden, Hesse, Alemania, desde 1964.
- San Rafael del Sur, Nicaragua desde 1986.